# Махмуд Мухтар
Махму́д Мухта́р (араб. محمود مختار; англ. Mahmoud Mokhtar; 10 травня 1891, Томбара, Єгипет — 28 березня 1934, Каїр) — єгипетський скульптор. Попри його завчасну смерть, вплив Мухтара на сучасне єгипетське мистецтво був і лишається колосальним; він по праву вважається «батьком» модерної єгипетської скульптури, творцем національної пластичної школи.

## З біографії та творчості
Махмуд Мухтар народився 10 травня 1891 року в містечку Томбара неподалік Каїра.
1908 року талановитий юнак вступив до щойно відкритої Принцом Юсуфом Камалем Школи красних мистецтв у Каїрі.
По її закінченні 1914 року він отримав стипендію для навчання мистецтву в найпрестижнішій у світі Паризькій Школі красних мистецтв і виїхав до Парижа, де вперше познайомився із творчістю славетного Родена, і любов до великого митця відтоді зберіг на все життя.

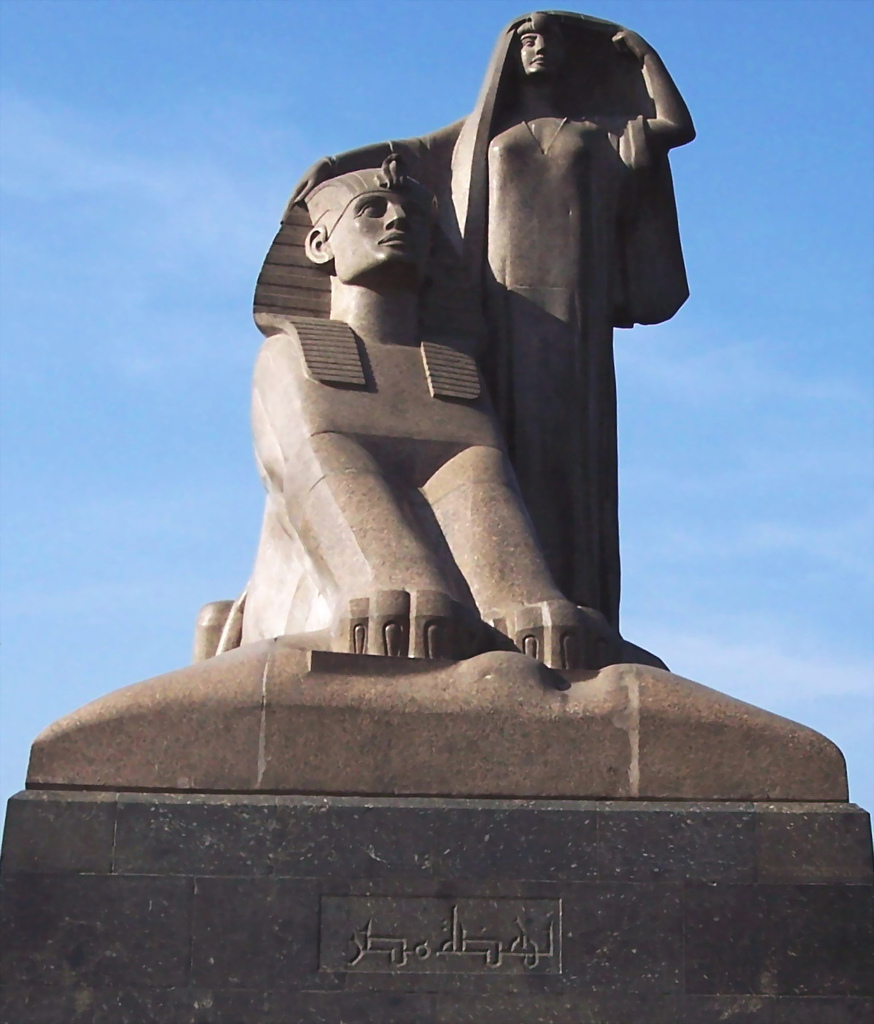
«Пробудження Єгипту»

На Мухтара покладали великі надії представники національних еліт Єгипту. Під час навчання у Франції молодого митця відвідав керівник національно-визвольного руху Саад Заглуль і запропонував створити монументальний пам'ятник, який би втілював ідею прагнення і боротьби Єгипту за незалежність. Власне цей твір і став програмним і найвідомішим у доробку Махмуда Мухтара — понад 10 років (1919—28) він працював над скульптурною групою «Пробудження Єгипту» (Nahdit Misr), яка є шедевром єгипетського національного мистецтва.
Дивіться основну статтю: Пробудження Єгипту.
Спочатку, в 1928 році, скульптурну композицію встановили на Площі Рамзеса, згодом вона зайняла своє сучасне місце — у сквері перед будівлею Каїрського університету.
Новаторством Мухтара стало вироблення оригінального єгипетського національного стилю пластики, причому коріння для нього митець віднайшов у мистецтві Стародавнього Єгипту, проклавши таким чином своєрідний «міст безперервності» художніх традицій на єгипетській землі. У давньоєгипетському дусі виконані Мухтаром композиції «Конституція» та «Правосуддя», у старих класичних традиціях втілено також скульптури «Ісіда», «По воду», «Жалоба», «Хамсін». Визначальним для Мухтара стало те, що навіть використовуючи зовнішні форми давнього мистецтва, митець зміг надати їм актуального звучання й наповнення сучасним змістом, наблизивши до реалізму.
Махмуд Мухтар не раз отримував премії і нагороди, як у Парижі, так і Каїрі. Він за життя здобув славу найвідомішого єгипетського скульптора.
Серед робіт Махмуда Мухтара також статуї до пам'ятників Саада Заглуля в Каїрі та Александрії.
Махмуд Мухтар помер 28 березня 1934 року. Створені митцем роботи вплинули на розвиток подальшого єгипетського мистецтва.
Більшість творів Мухтара, а також дублікати відливок статуй, виставлених у Музеї єгипетського сучасного мистецтва, експонуються у меморіальному музеї скульптора на каїрському острові Гезіра, що розпочав свою роботу 1962 року. Тут же був також зведений мавзолей, у якому поховано митця.